# Mazerier
Mazerier är en kommun i departementet Allier i regionen Auvergne-Rhône-Alpes i de centrala delarna av Frankrike. Kommunen ligger  i kantonen Gannat som ligger i arrondissementet Vichy. År 2022 hade Mazerier 320 invånare.

## Befolkningsutveckling
Antalet invånare i kommunen Mazerier
Referens: INSEE